# Scabiosa opaca
Scabiosa opaca är en tvåhjärtbladig växtart som beskrevs av M. V. Klokov. Scabiosa opaca ingår i släktet fältväddar, och familjen Dipsacaceae. Inga underarter finns listade i Catalogue of Life.